# Luigi Galli
Frei Luigi Galli (Poggio Bustone, 1842 – 2 de Maio de 1900) foi um sacerdote carmelita italiano.
Tomou o hábito carmelita no convento de Palestrina em 12 de Junho de 1859. Estudou em Roma e foi ordenado sacerdote em 1864. Foi mestre de noviços, consultor da Congregação dos Ritos em Roma e pregador quaresmal em várias igreja carmelitas da Italia. Em 1872 recebeu o grau de mestre em Filosofia e Teologia. Em 1887 foi nomeado assistente geral da sua ordem religiosa.
Iniciou a construção do Colégio Internacional Santo Alberto em Roma como casa de estudos. A pedra fundamental foi colocada dia 20 de Julho de 1899, festa do Profeta Elias.
O Capítulo Geral o elegeu prior geral dia 17 de Outubro de 1889. Foi reeleito em 1896. Não concluiu seu segundo governo, visto que morreu repentinamente dia 2 Maio de 1900. Foi o último prior geral carmelita italiano.